# Калачівка (Болградський район)
Кала́чівка (Сабаніївка, Колачівка) — село Тарутинської селищної громади в Болградському районі Одеської області в Україні. Населення становить 580 осіб.

## Історія
12 червня 2020 року, відповідно до Розпорядження Кабінету Міністрів України від № 724-р «Про визначення адміністративних центрів та затвердження територій територіальних громад Одеської області», увійшло до складу Тарутинської селищної територіальної громади.
19 липня 2020 року, в результаті адміністративно-територіальної реформи і ліквідації Тарутинського району, село увійшло до складу новоутвореного Болградського району.

## Населення
Згідно з переписом УРСР 1989 року чисельність наявного населення села становила 657 осіб, з яких 297 чоловіків та 360 жінок.
За переписом населення України 2001 року в селі мешкало 580 осіб.

### Мова
Розподіл населення за рідною мовою за даними перепису 2001 року:
| Мова       | Чисельність | Відсоток |
| ---------- | ----------- | -------- |
| румунська  | 216         | 37,24%   |
| українська | 183         | 31,55%   |
| болгарська | 103         | 17,76%   |
| російська  | 66          | 11,38%   |
| гагаузька  | 7           | 1,21%    |
| циганська  | 3           | 0,52%    |
| білоруська | 2           | 0,34%    |
| Усього     | 580         | 100%     |